# Pouillé-les-Côteaux
Pouillé-les-Côteaux (bretonisch: Paolieg-ar-Rozioù) ist eine französische Gemeinde mit 1.050 Einwohnern (Stand: 1. Januar 2022) im Département Loire-Atlantique in der Region Pays de la Loire im Westen Frankreichs. Die Gemeinde gehört zum Arrondissement Châteaubriant-Ancenis und zum Kanton Ancenis-Saint-Géréon. Die Einwohner werden Côtelois und Côteloises genannt.

## Geographie
Pouillé-les-Coteaux liegt etwa zehn Kilometer nördlich von Ancenis-Saint-Géréon und 45 Kilometer nordöstlich von Nantes am Fluss Grée, der hier auch Pouillé genannt wird. Direkte Nachbargemeinden sind Pannecé im Norden und Westen, Vallons-de-l’Erdre im Osten und Nordosten, La Roche-Blanche im Süden und Südosten sowie Mésanger im Süden und Südwesten.

## Bevölkerungsentwicklung
| Jahr                       | 1962 | 1968 | 1975 | 1982 | 1990 | 1999 | 2006 | 2017 |
| Einwohner                  | 572  | 570  | 515  | 561  | 672  | 702  | 793  | 1051 |
| Quellen: Cassini und INSEE |      |      |      |      |      |      |      |      |

## Sehenswürdigkeiten
- Kirche Saint-Aubin aus dem 19. Jahrhundert

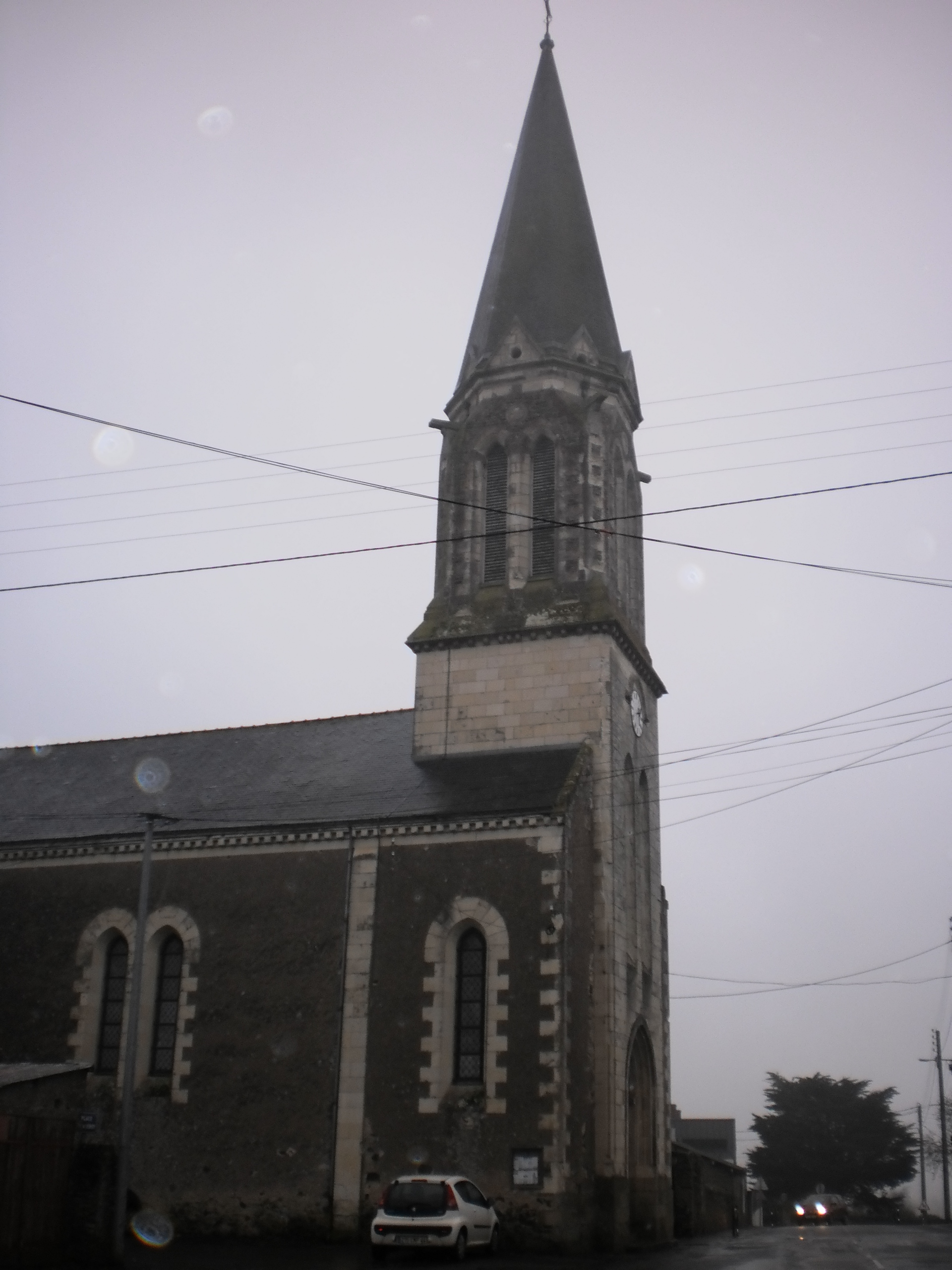
Kirche Saint-Aubin